# EB 89831
Der zweiachsige offene Güterwagen Nummer 89831 wurde von den Belgischen Staatsbahnen (Chemins de fer de l’État belge, abgekürzt EB, auch L’État belge) 1904 für Testzwecke angeschafft.

## Geschichte
Um 1900 experimentierten viele Eisenbahngesellschaften mit dem Einsatz von Selbstentladewagen. Die EB entschieden sich 1903 dazu, probeweise einen sogenannten Flachbodenschnellentlader nach einem von der Waggonfabrik Talbot entwickelten und patentiertem System (Patentnr. 156089) bauen zu lassen. Hergestellt wurde der Wagen 1904 von dem Unternehmen Nicaise et Delcuve in La Louvière. Er wurde 1905 auf der Weltausstellung in Lüttich ausgestellt.
Um die für Selbstentladung eingerichteten Güterwagen in Zeiten, wo die Massentransporte aussetzen, auch für den gewöhnlichen Gütertransport wirtschaftlich verwenden zu können, war man bestrebt, eine beiden Transportbedingungen vollständig gerecht werdende Bauart zu finden.

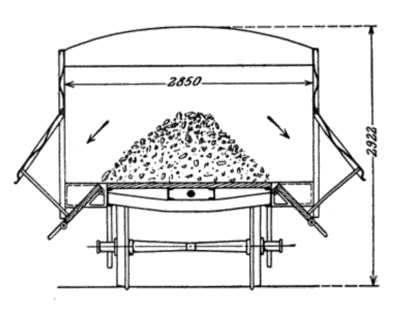
Entladezustand

Ein Flachbodenschnellentlader hatte, wie der Name schon verrät, einen normalen horizontalen festen Wagenboden, wie ein gewöhnlicher offener Güterwagen. Somit war nur eine teilweise Selbstentleerung durch seitliche Klappen in den Wagenwänden jeweils links und rechts der Mitteltüren und durch Bodenklappen möglich. An den Bodenklappen befand sich zusätzlich ein Gleitblech, das die Klappen beim Öffnen verlängerte und somit ein Verschütten der Gleise verhinderte. Alle Klappen standen miteinander in Verbindung und wurden durch einen am Wagenende angebrachten Hebel betätigt. Da sich ein Teil des Wageninhaltes somit nicht selbsttätig entleerte, musste der verbleibende Rest in der Mitte des Wagens durch Nachschaufeln entfernt werden. Mit dieser Technik konnte die Entladezeit wesentlich verkürzt und die Kosten um die Hälfte gesenkt werden.
Letztendlich entschied man sich bei den EB zum Einsatz von wirklichen Selbstentladewagen. Über den weiteren Einsatz und Verbleib dieses Wagens ist nichts bekannt.